# Tornaràs a mi
Tornaràs a mi (títol original: Once More, with Feeling!) és una pel·lícula de comèdia britànica de 1960 protagonitzada per Yul Brynner i Kay Kendall, en la seva última aparició al cinema, i dirigida i produïda per Stanley Donen a partir d'un guió de Harry Kurnitz, basat en la seva obra de teatre. Està doblada al català.
La pel·lícula va ser estrenada per Columbia Pictures i té música de Franz Liszt, Ludwig van Beethoven i Richard Wagner, arranjades per Muir Mathieson. La fotografia va ser de Georges Périnal i el vestuari de Givenchy.

## Argument
Egomaniac i temperamental Victor Fabian és el director de l'Orquestra del Festival de Londres. La seva dona, la Dolly, és una arpista que actua en nom del seu marit, presentant les seves demandes impossibles als patrocinadors de la simfonia, només per trobar-lo amb un músic considerablement més jove. La Dolly decideix abandonar-lo i destrueix la seva arpa.
La direcció d'en Víctor pateix l'absència de la Dolly i l'orquestra necessita la seva recuperació. El seu agent, Max Archer, intenta aconseguir-li un nou contracte, però el jove Wilbur, fill del patró de l'orquestra, insisteix, horroritzat, que qualsevol acord ha d'incloure una interpretació de la peça musical preferida de la seva mare, Stars and Stripes Forever de John Philip Sousa.
En lloc de tornar, la Dolly vol divorciar-se per poder casar-se amb el doctor Richard Hilliard, un físic. Un Víctor enfadat diu que per divorciar-se, primer s'han de casar dues persones. Resulta que els companys només van suposar que en Víctor i la Dolly eren marit i muller, però mai s'havien casat.
Víctor no concedirà un matrimoni ràpid i un divorci igualment ràpid tret que accepti viure amb ell durant tres setmanes més. Ell desgasta la seva determinació i en Hilliard l'atrapa amb un camisó amb volants. Una Dolly frustrada diu a tots dos que només vol viure sola.

## Repartiment
- Yul Brynner com Dr. Victor Fabian
- Kay Kendall com Dolly Fabian
- Gregory Ratoff com Maxwell Archer
- Geoffrey Toone com Dr. Richard Hilliard
- Maxwell Shaw com Jascha Gendel / Grisha Gendel
- Mervyn Johns com Mr. Wilbur Jr.
- Martin Benson com Luigi Bardini
- Shirley Anne Field com Angela Hopper

## Rerefons
L'obra Once More, With Feeling, que va ser adaptada per a aquesta pel·lícula, es va estrenar a New Haven el setembre de 1958 i després a Broadway el 21 d'octubre de 1958 al National Theatre, en una producció dirigida per George Axelrod i dissenyada per George Jenkins, i protagonitzada per Joseph Cotten, Arlene Francis i Walter Matthau, que va ser nominat a un premi Tony com a millor actor protagonista. L'obra va realitzar 263 funcions.
La pel·lícula va ser l'última de Kay Kendall. Va morir de leucèmia el 6 de setembre de 1959 abans de l'estrena de la pel·lícula.